# Gris Grimly
Gris Grimly, pseudonimo di Steven Soenksen (Indianapolis, 17 marzo 1961), è un illustratore, scrittore e cineasta statunitense, specializzato in letteratura per l'infanzia dal carattere fosco e stravagante.
Ha collaborato ufficialmente anche come character design per Guillermo del Toro alla realizzazione del film Pinocchio, in stop motion, che è ispirato in parte alla sua edizione illustrata.

## Opere
Una elenco parziale delle sue opere e pubblicazioni accreditate:
- Monster Museum, con Marylin Singer (2001);
- X Marks the Spot: Treasure Island, con Tony Abbott (2002);
- Pinocchio (2002);
- Edgar Allan Poe's Tales of Mystery and Madness (2004);
- Creature Carnival, con Marylin Singer (2004);
- Boris and Bella, con Carolyn Crimi (2006);
- The Legend of Sleepy Hollow (2007);
- Where Madness Reigns: The Art of Gris Grimly (2008);
- The Dangerous Alphabet, con Neil Gaiman (2009);
- Grimericks, con Susan Pearson (2013);
- Guys Read: Terrifying Tales, a cura di Jon Scieszka, con R. L. Stine et al. (2015);
- Frankenstein (2015);
- A Study in Scarlet (2015);
- Tales from the Brothers Grimm (2016);
- Old MacDonald had a Farm (2017).